# Johann Gregorius Höroldt

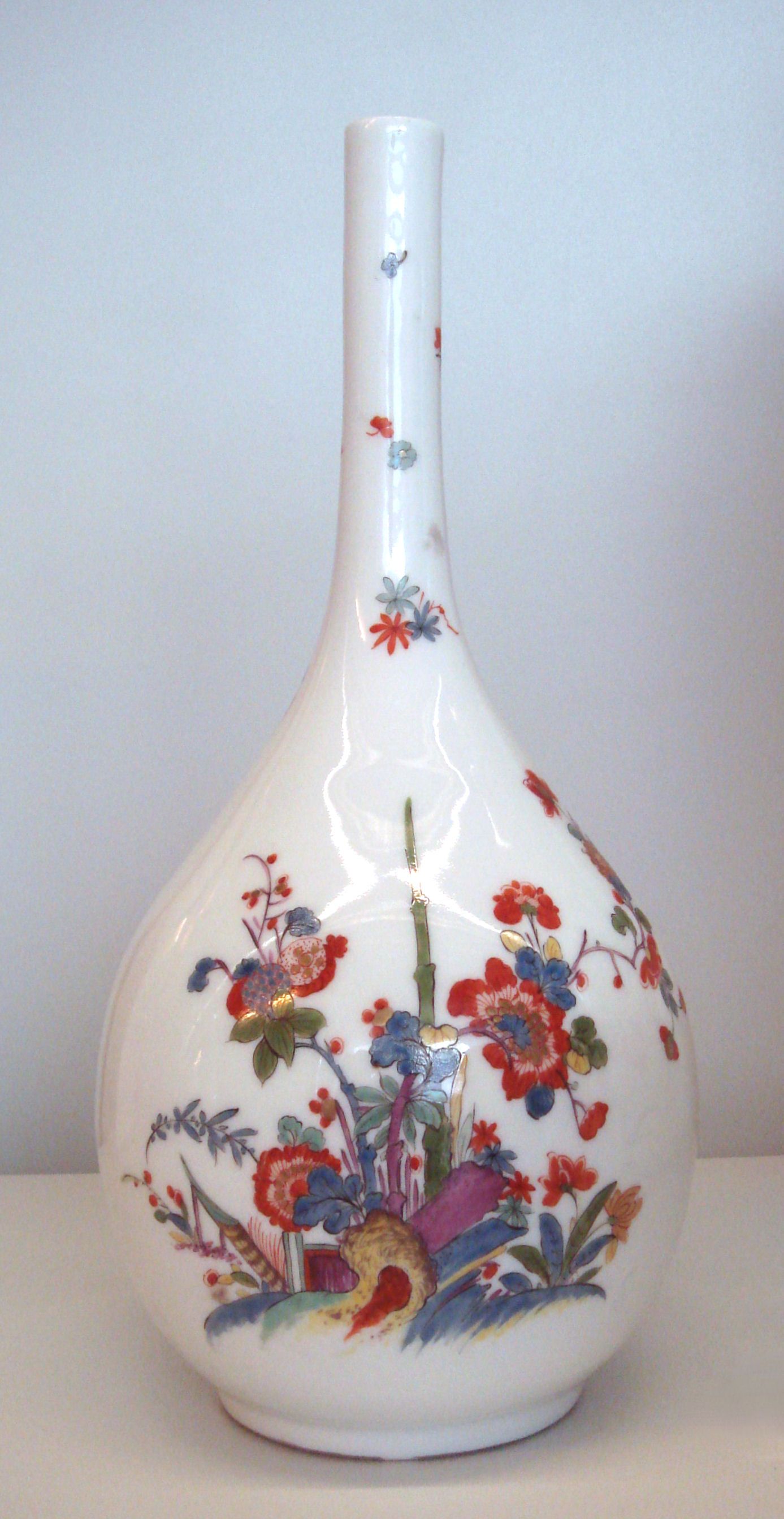
Porcellana decorata

Johann Gregorius Höroldt (Jena, 6 agosto 1696 – Meißen, 26 gennaio 1775) è stato un pittore tedesco, di porcellane e direttore della fabbrica di porcellana di Meissen, nel periodo compreso tra il 1723 e il 1731.

## Biografia
Höroldt era stato allievo nell'arte della decorazione della porcellana nel 1719-1720 presso la bottega di Claudius Innocentius du Paquier a Vienna. Noto per la sua ricerca sui pigmenti e sulla porcellana, nel 1731 Höroldt aveva sviluppato una palette con sedici colori.